# Lars Skattebøl
Lars Skattebøl, född den 16 juli 1927 i Bærum, Norge, är en norsk vetenskapsman och professor emeritus vid Universitetet i Oslo. Den kemiska reaktionen Skattebøls omlagring har benämnts efter hans upptäckter.
Skattebøl avlade 1951 civilingenjörsexamen vid Norges tekniske høgskole och han erhöll doktorsgrad i kemi år 1956 vid University of Manchester. Han har arbetat som forskare vid Union Carbide i Bryssel, vid SINTEF in Trondheim, liksom vid Norsk Hydro.
Skattebøl har varit anställd som professor i kemi vid  Universitetet i Oslo och vid Universitetet i Tromsø. Han har erhållit ett flertal utmärkelser och är medlem ("fellow") av ett flertal akademiska sammanslutningar inklusive Det Norske Videnskaps-Akademi (DNVA), Det Kongelige Norske Videnskabers Selskab (DKNVS; i Sverige förkortat NVS), The Royal Society of Chemistry (Storbritannien) och the American Chemical Society. Han har varit ordförande för Norsk Kjemisk Selskap under sex år och är nu hedersledamot i detta samfund, och han har under 1971-2004 varit styrelseledamot i förlagsföreningen för den nordiska kemivetenskapliga tidskriften Acta Chemica Scandinavica.